# Zygia unifoliolata
Zygia unifoliolata är en ärtväxtart som först beskrevs av George Bentham, och fick sitt nu gällande namn av Henri François Pittier. Zygia unifoliolata ingår i släktet Zygia och familjen ärtväxter. Inga underarter finns listade i Catalogue of Life.